# Juana Fé
Juana Fé est un groupe musical chilien, originaire de Santiago, mêlant les rythmes populaires d'Amérique latine, tels que la salsa et la cumbia, avec le ska et la rumba jamaïcains. Il fait partie des nouveaux groupes de fusion latino-américains qui ont émergé au milieu de la première décennie du XXIe siècle, avec des groupes tels que La Mano Ajena, Guachupé, Tizana et Chico Trujillo, entre autres, formant ce qui a été appelé la nueva cumbia chilena. Leurs thèmes portent sur la vie de quartier et la situation sociale et politique du pays.

## Histoire
Émergeant de la banlieue de Santiago au début de l'année 2004, le groupe se lance dans la fusion des rythmes populaires, donnant naissance à ce qu'ils ont eux-mêmes appelé afrorumba chilenera. Leurs premières représentations ont lieu dans différentes villes de la banlieue de la capitale. La même année, ils obtiennent le FONDART (Fondo Nacional de Desarrollo de las Artes, dépendant du ministère chilien de l'éducation), avec lequel ils enregistrent leur premier album intitulé Con los pies en el barrio,.
En 2007, ils sortent l'album Afrorumba chilenera, qui comprend des rythmes avec lequel le groupe travaille, et qui les conduit sur deux des scènes les plus importantes du pays en 2008, les festivals de la chanson de Huaso de Olmué et de Viña del Mar. Ils repasseront en 2011 au festival Huaso de Olmué. En 2015, ils sortent l'album Parrilladas Vargas, suivi de on deuxième volet en 2019. En 2019 toujours, ils jouent au festival traditionnel de Catapilco, qui se tiendra à Medialuna Los Molinos, du mardi 17 septembre prochain à 19 heures jusqu'au dimanche 22, dans le secteur de La Hacienda de Catapilco.

## Discographie
Les albums du groupe sont les suivants.

### Albums studio
- 2005 : Con los pies en el barrio (Bolchevique Records)
- 2007 : Afro rumba chilenera (Sello Azul)
- 2010 : La Makinita (Oveja Negra)
- 2015 : Parrilladas Vargas (La Makinita)
- 2016 : Maleducao (La Makinita)
- 2019 : Parrilladas Vargas Vol. 2 (La Makinita)

### Compilations
- 2007 : Catedral en coma. Vol. 2 (Edición independiente)
- 2008 : Santiago caliente (Feria Music)
- 2009 : A morir con las cumbias (Oveja Negra)
- 2009 : Rumos (Edición extranjera)
- 2010 : Mi mujer favorita (Oveja Negra)
- 2010 : Arri'a de la pelota (Oveja Negra)
- 2011 : Mucho amor (Oveja Negra)
- 2012 : EP: el compilado (Edición independiente)